# Браун (окръг, Илинойс)
Вижте пояснителната страница за други значения на Браун.
Окръг Браун (на английски: Brown County) е окръг в щата Илинойс, Съединени американски щати. Площта му е 795 km², а населението - 6950 души (2000). Административен център е град Маунт Стърлинг.